# 吉澤友貴
吉澤友貴（日语：吉澤友貴，1992年5月6日—），日本電視藝人、女優、AV女優。
出身於神奈川縣，所屬事務所是Nolook。

## 簡歷
高中畢業後在原宿做過寫真偶像活動。
2015年9月從IdeaPocket在AV界出道。
2015年9月26日參加惠比壽★麝香葡萄的組成。
2020年3月10日，架乃由羅、まいてぃ、三上悠亞、吉澤友貴4組成「SCANTY4」，並發行歌曲「パンチラリズム」。
2021年2月3日，「SCANTY4」因為市川雅美和山岸逢花的加入而變成「SCANTY6」。

## 人物
是日本與泰國的混血兒。
擅長打排球、打橋牌和跳舞。

## 外部連結
- 吉澤友貴 - 株式会社Nolook （页面存档备份，存于）
- ゆ～ちゃんのLOVElog （页面存档备份，存于） - 公式ブログ（2015年7月1日 ‐ ）
- 吉澤友貴 （页面存档备份，存于）(@yuki_yoshizawa_) - Twitter(2010年9月 - )
- 吉澤友貴的Instagram帳戶（2012年4月14日 ‐ ）
- 専属メーカープロフィールページ （页面存档备份，存于）